# Tiina Intelmann

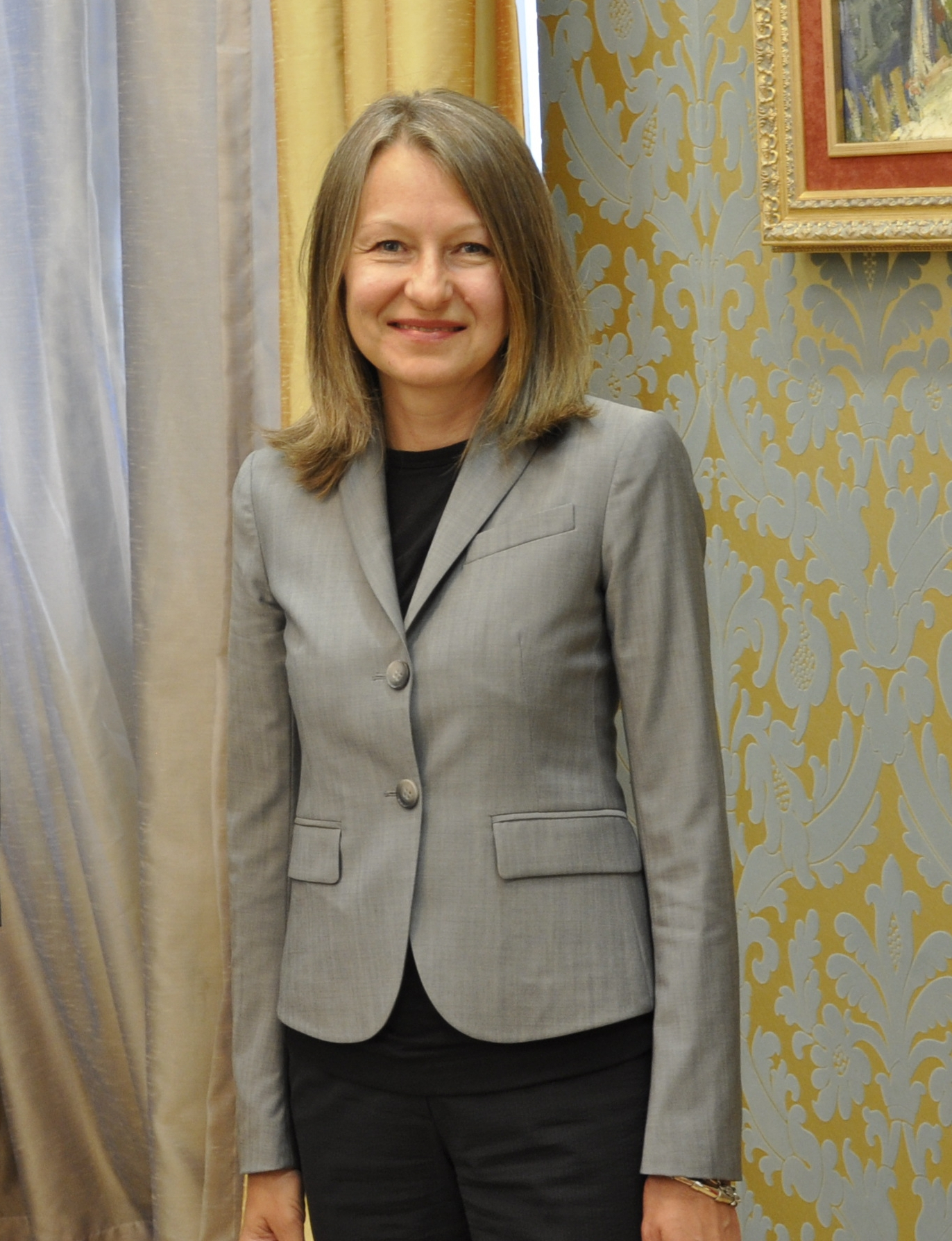
Tiina Intelmann (2011)

Tiina Intelmann (* 25. August 1963, Estnische SSR, Sowjetunion) ist eine estnische Diplomatin. Von 2017 bis 2022 war sie Botschafterin ihres Landes im Vereinigten Königreich.

## Berufsweg
Intelmann absolvierte bis 1987 ein Masterstudium der italienischen Sprache und Literatur an der Staatlichen Universität Leningrad. Anschließend arbeitete sie als Lehrerin und Dolmetscherin, bis sie 1990 Assistentin des stellvertretenden Präsidenten des estnischen Parlaments wurde.
Intelmann trat 1992 als Referentin beim Außenministerium in den diplomatischen Dienst ihres Landes ein. Sie war für Südeuropa, den Westbalkan und die Europäische Union zuständig. Als politische Beamtin arbeitet sie auch in den Botschaften in Paris und Brüssel. Im Jahr 1995 wurde Intelmann stellvertretende Missionsleiterin und Beraterin für politische Angelegenheiten an der Ständige Vertretung Estlands bei den Vereinten Nationen in New York. Als Direktorin der Politischen Abteilung für Nord- und Mitteleuropa sowie die Länder des westlichen Balkans kehrte sie 1998 an das Außenministerium zurück.
Intelmann wurde 1999 zur Botschafterin und Ständigen Vertreterin Estlands bei der Organisation für Sicherheit und Zusammenarbeit in Europa (OSZE) in Wien ernannt. Als Staatssekretärin für politische Angelegenheiten und Medienarbeit arbeitete sie ab 2002 im Außenministerium. Intelmann wechselte 2005 wieder nach New York und übernahm bis 2010 die Leitung der Ständigen Vertretung bei den Vereinten Nationen. In dieser Zeit war sie unter anderem zwei Jahre lang Vorsitzende des beratenden Ausschusses des Entwicklungsfonds der Vereinten Nationen für Frauen (UNIFEM) und das anschließende 
Jahr Vizepräsidentin des Wirtschafts- und Sozialrats der Vereinten Nationen (ECOSOC).
Von 2010 bis 2011 war Intelmann estnische Botschafterin in Israel und zu gleichzeitig nicht residierende Botschafterin in Montenegro.
Intelmann war von 2011 bis 2014 als erste Frau Präsidentin der Vertragsstaatenversammlung des Internationalen Strafgerichtshofs in Den Haag. Anschließend war sie im Europäischen Auswärtigen Dienst bis 2017 Leiterin der Delegation der Europäischen Union in Liberia.
Am 22. November 2017 übergab Tiina Intelmann ihre Akkreditierung zur außerordentlichen und bevollmächtigten Botschafterin in London an Königin Elisabeth II. Sie amtierte bis 2021. Von 2021 bis 2023 war sie Leiterin der EU-Vertretung in Somalia. 